# Onobrychis transcaspica
Onobrychis transcaspica là một loài thực vật có hoa trong họ Đậu. Loài này được V.V.Nikitin miêu tả khoa học đầu tiên.